# Ryōta Yamamoto
Ryōta Yamamoto (山本 涼太?, Yamamoto Ryōta; Kijimadaira, 13 maggio 1997) è un combinatista nordico giapponese.

## Biografia
Ryōta Yamamoto, originario di Saitama, è fratello di  Yūya, a sua volta combinatista nordico; attivo dal febbraio del 2014, in Coppa del Mondo ha esordito il 10 febbraio 2017 a Sapporo (34º) e ha ottenuto il primo podio il 25 gennaio 2020 a Oberstdorf (3º). Ai Mondiali di Oberstdorf 2021, sua prima presenza iridata, si è classificato 11º nel trampolino normale, 10º nel trampolino lungo, 4º nella gara a squadre e 6º nella sprint a squadre; l'anno dopo ai XXIV Giochi olimpici invernali di Pechino 2022, suo esordio olimpico, ha vinto la medaglia di bronzo nella gara a squadre e si è piazzato 14º nel trampolino normale e 12º nel trampolino lungo. Ai Mondiali di Planica 2023 è stato 9º nel trampolino normale, 10º nel trampolino lungo, 7º nella gara a squadre e 5º nella gara a squadre mista e a quelli di Trondheim 2025 si è classificato 11º nel trampolino normale, 8º nel trampolino lungo, 5º nella gara a squadre e 4º nella gara a squadre mista.

## Palmarès

### Olimpiadi
- 1 medaglia:
  - 1 bronzo (gara a squadre a Pechino 2022)

### Coppa del Mondo
- Miglior piazzamento in classifica generale: 11º nel 2023
- 7 podi (4 individuali, 3 a squadre):
  - 1 secondo posto (individuale)
  - 6 terzi posti (3 individuali, 3 a squadre)